# نشان بودان خملنیتسکی
نشان بودان خملنیتسکی (به روسی: Орден Богдана Хмельницкого) (به اوکراینی: Орден Богдана Хмельницького)یک جایزه در اتحاد جماهیر شوروی سوسیالیستی که نام خود را از یک رهبر اوکراینی به نام بودان خملنیتسکی گرفته است. این نشان توسط هیئت رئیسه شورای عالی اتحاد جماهیر شوروی در دوران جنگ جهانی دوم برای نخستین بار در تاریخ ۱۰ اکتبر ۱۹۴۳ استفاده شد.